# Paratrigonidium unifasciatum
Paratrigonidium unifasciatum är en insektsart som beskrevs av Lucien Chopard 1928. Paratrigonidium unifasciatum ingår i släktet Paratrigonidium och familjen syrsor. Inga underarter finns listade i Catalogue of Life.